# 1-Fluor-1,1-diklóretán
Az 1-fluor-1,1-diklóretán halogénezett szénhidrogén, képlete C2H3Cl2F. A három fluor-diklóretán izomer egyike. 

## Felhasználása
Elsősorban hűtőközegként használják, R-141b vagy HCFC-141b néven.

## Fizikai-kémiai tulajdonságai
- nem gyúlékony
- színtelen
- légköri körülmények között folyadék
- rendszerint éteres illatú
- nagyon illékony
- a részlegesen klórozott-fluorozott szénhidrogének (HCFC) közé tartozó folyadék

## Fordítás
Ez a szócikk részben vagy egészben a 1,1-Dichloro-1-fluoroethane című angol Wikipédia-szócikk ezen változatának fordításán alapul.  Az eredeti cikk szerkesztőit annak laptörténete sorolja fel. Ez a jelzés csupán a megfogalmazás eredetét és a szerzői jogokat jelzi, nem szolgál a cikkben szereplő információk forrásmegjelöléseként.